# 日常マイノリティ
『日常マイノリティ』は、2016年10月12日に、シンガーソングライターの森翼がソロプロジェクト赤と嘘としてリリースした4作目のアルバムである。

## 概要
- 赤と嘘名義2作目の全国流通盤アルバム。
- 森翼のインディーズアルバム。
- 赤と嘘名義の全国流通盤アルバム。
- 森翼、赤と嘘の作品を通して本アルバムのみ1度も配信されていない。

## チャート成績
- オリコンチャート2016年10月24日付で280位を獲得。[1]

## 収録曲
1. ありがとう
作詞・作曲：森翼 編曲：鈴木Daichi秀行
2. 「1」について。
作詞・作曲：森翼 編曲：鈴木Daichi秀行
3. あの時君になんて言えばよかったんだろう
作詞・作曲：森翼 編曲：鈴木Daichi秀行
4. 炭酸シティ
作詞・作曲：森翼 編曲：鈴木Daichi秀行
5. 行かないで
作詞・作曲：森翼 編曲：赤と嘘
6. 言葉リセット
作詞・作曲：森翼 編曲：赤と嘘
7. アンダーグラウンド
作詞・作曲：森翼 編曲：鈴木Daichi秀行・赤と嘘

## テレビ出演
| 番組名     | 日付          | 放送局     | 演奏曲     |
| ---------- | ------------- | ---------- | ---------- |
| バズリズム | 2016年10月7日 | 日本テレビ | ありがとう |

## クレジット
- 森翼 - Vocal & Acoustic Guitar (#1～#7)

- 鈴木Daichi秀行 - Guitar & Bass & keyboard (#1～#4)

- 山内"masshoi"優 - Drums (#1～#3)
- 合原普平 - Drums (#5～#7)

- 梅田誠志 - Bass (#5～#6)

- はらかなこ - Piano ＆ Organ (#5～#7)

- 園木理人 - Guitar (#5～#7)